# گویین دول
گویین دول (به صربی: Gojin Dol) یک روستا در صربستان است که در دیمیتروگراد واقع شده‌است. گویین دول ۲۶۴ نفر جمعیت دارد.